# 吉田玲奈
吉田 玲奈（よしだ れいな、1976年12月18日 - ）は、セント・フォース所属のフリーアナウンサー、女優。以前の芸名は佳田 玲奈。

## 来歴・人物
- 大阪府出身、血液型AB型。
- 高校卒業後に上京し、1997年女優デビュー。
- 2007年川田沙優と音楽ユニット「Ciel」を結成。CD「言えたらいいのに…」をリリース。
- 『はなまるマーケット』で一時共演していた梅田陽子[1]や石山愛子[2]、女優・タレントの中村知世[3]と仲が良い。また、初代「電波子」で知られる滝島梓とは一緒に展示会に行くほどの仲である[4]。
- 2013年7月、スタッフ・アップからセント・フォースへ移籍。

## 出演番組
- ラヴィット!（2021年3月29日 - ）ライオン生CMナビゲーター
- めざましテレビ - めざまし調査隊員

### テレビドラマ
- 研修医なな子（1997年、テレビ朝日）
- 金曜エンタテイメント「サラリーマン刑事」（1998年、フジテレビジョン） - 三井りか 役
- 金曜エンタテイメント「サラリーマン刑事2」（1999年、フジテレビ） - 三井りか 役
- はみ出し刑事・情熱系４（1999年、テレビ朝日） -北崎聡子 役
- それぞれの断崖（2000年、テレビ東京）
- 金曜エンタテイメント「サラリーマン刑事3」（2000年、フジテレビ） - 三井りか 役
- 東京ラブ・シネマ（2003年、フジテレビ）
- 金曜エンタテイメント「サラリーマン刑事4」（2004年、フジテレビ） - 山村美智子 役
- 古畑任三郎ファイナル 第40話（第1夜）「今、甦る死」（2006年1月3日、フジテレビ）
- 月曜ゴールデン「占い師みすず 事件は運命の彼方に」（2006年6月5日、TBS） - 前園恵 役
- 月曜ゴールデン「松本清張スペシャルドラマ・塗られた本」（2007年12月17日、TBS）
- 古畑中学生（2008年6月14日、フジテレビ）

### その他
- はなまるマーケット（2003年5月 - 2014年3月28日）
- いっぷく!（2014年3月31日 - 2015年3月27日）
- ビビット（2015年3月30日 - 2019年9月27日）
- グッとラック!（2019年9月30日 - 2021年3月26日）

以上全てライオン生CMナビゲーター

## 舞台
- 社長、絶体絶命ですっ!（2011年2月2日 - 6日、恵比須エコー劇場）
- 魔法のオルゴール（2012年9月8日 - 17日、CBGKシブゲキ!!）

## CD
- 「言えたらいいのに…」 ※Ciel名義 ※『HEY!HEY!HEY!』2007年4月 - 5月エンディングテーマ